# Stalni organski zagađivač
Perzistentni organski zagađivači (engl. Persistent organic pollutants - POP) organska su jedinjenja koja su otporna na degradaciju dejstvom životne sredine putem hemikalija, bioloških agenasa i fotolitičkih procesa. Zbog svoje postojanosti POP jedinjenja se bioakumuliraju, što potencijalno može da ima negativni uticaj na ljudsko zdravlje i na životnu sredinu. Međunarodna zajednica je na Stokholmskoj konvenciji o persistentnim organskim zagađivačima 2001. godine, diskutovala efekat POP jedinjenja na zdravlje ljudi i životne sredine, sa ciljem njihovog eliminisanja ili znatnog ograničavanja njihove produkcije.
Mnoga POP jedinjenja su trenutno u upotrebi ili su korištena u prošlosti kao pesticidi, rastvarači, lekovi, i industrijske hemikalije. Mada neka od tih jedinjenja prirodno nastaju, na primer dejstvom vulkana i raznih biosintetičkih puteva, većina njih su rezultat ljudskih aktivnosti, i. e. ona su formirana putem totalne sinteze.

## Konsekvence persistencije
Perzistentni organski zagađivači su tipično halogenisana organska jedinjenja i kao takva ispoljavaju visoku lipofilnost. Iz tog razloga, ona se bioakumuliraju u masnim tkivima. Halogenisana jedinjenja isto tako ispoljavaju znatnu stabilnost, zahvaljujući nereaktivnosti C-Cl u procesima hidrolize i fotolitičke degradacije. Stabilnost i lipofilnost organskih jedinjenja često stoje u dobroj korelaciji sa njihovim halogenskim sadržajem, i stoga su polihalogenisana organska jedinjenja posebno zabrinjavajuća. Ona ispoljavaju negativne efekte na životnu sredinu putem dva procesa, dalekosežnog transporta, što im omogućava da budi prenesena na velike razdaljine od izvora, i bioakumulacije, kojom se njihova koncentracija povečava do potencijalno visokih nivoa. Jedinjenja koja sačinjavaju persistentne organske zagađivače se isto tako klasifikuju kao PBT (Persistentni, Bioakumulativni i Toksični) materijali.

## Dodatna literatura
- World Health Organization. Persistent Organic Pollutants: Impact on Child Health. ISBN 9789241501101.